# 아이슬란드의 동성결혼
아이슬란드는 2010년 6월 27일 동성결혼을 합법화하였다. 성중립적인 결혼 개정 법안은 2010년 6월 11일 아이슬란드의 의회 알싱을 통과하였다. 의회 표결은 만장일치로 이루어졌으며, 여론 조사에서도 유권자 과반수가 동성결혼을 찬성하고 있다. 아이슬란드는 세계에서 9번째로 동성결혼을 허용한 국가이다.

## 시민결합
아이슬란드에 시민결합은 1996년에 도입되었으며, 동성결혼 합법화와 함께 폐지되었다.
국회는 모든 원내 정당의 지지하에 동성커플에게 결혼에 준하여 법적 권리와 보호를 부여할 수 있는 시민결합 제도를 도입하기로 결정하여, 2006년 6월 2일 법안을 만장일치로 통과시켰다. 시민결합은 6월 27일부터 효력을 발휘하였다.
2008년 6월 27일에는 아이슬란드 교회(Church of Iceland)를 비롯 여타 종교 교단이 시민결합을 하는 동성커플을 축복할 수 있도록 허용하였다.
시민결합을 한 유명인사로, 현직 아이슬란드 총리였던 요한나 시귀르다르도티르가 파트너와 시민결합을 하였다. 2010년 6월 27일에는 새로 개정된 결혼법에 따라 시민결합 파트너에서 정식 부부로 전환하였다.

## 동성결혼
2009년 4월 총선 이후 수립된 아이슬란드 정부는 가까운 미래에 동성결혼을 합법화할 것이라 발표하였다. 정부 연립 정당인 사회민주동맹과 녹색당은 총선 공약에 결혼법 개혁을 포함시켰으나 이것이 구체적으로 동성결혼을 도입하는 것인지는 불분명하였다. 야당인 진보당도 동성결혼 도입을 지지하였다.
2009년 11월 18일 법무부 장관은 이성커플과 동성커플이 포함된 통일된 결혼법 개정안을 추진 중이라고 인정하였으며, 정부는 2010년 3월 23일 결혼법 개정안을 국회에 발의하였다. 아이슬란드 국회는 2010년 6월 11일 법안을 찬성 49표 반대 0표로 통과시켰으며, 2010년 6월 27일부터 효력을 발휘하였다.